# 高橋佑汰
髙橋 佑汰（たかはし ゆうた、男性、1993年3月5日 - ）は、日本の空手家。東京都練馬区出身。日本空手道 髙橋道場の代表。
通称は「一撃の貴公子」。得意技は上段膝蹴り、胴廻し回転蹴り、前蹴り

## 略歴・人物
史上最年少で全日本ウェイト制大会（極真会館（松井館長）主催）で優勝した後、伸び悩む時期があり、キックボクサーになるか悩んでいたところ、結婚を機に空手家として邁進していくことを決意。
その後、全日本ウェイト制大会を2階級制覇、第46回全日本空手道選手権大会（極真会館（松井館長）主催）にて初の7位入賞し、念願の世界大会日本代表の座を手にした。
第48回全日本空手道選手権大会では、決勝戦で鎌田翔平に敗れはしたものの、準優勝に輝く。
2017年4月、全日本空手道連盟の強化選手選考会に参加した上田幹雄とともに、オブザーバー参加として全空連のナショナルチーム入りすることが決まった。
2017年11月、第49回全日本空手道選手権大会では、前年覇者の鎌田翔平を下し、初優勝。
2020年8月、極真会館（松井派）を退会。
2020年9月16日、日本空手道高橋道場を設立。

## 主な戦績
- 極真空手（松井派）
  - 2007年 全日本青少年大会 中学2・3年生 +55kg級 優勝
  - 2008年 国際青少年大会 高校１年の部 重量級 優勝
  - 2008年 全日本青少年大会 高校１年の部 重量級 優勝
  - 2009年 ワールドユースエリート大会 -80kg級 優勝
  - 2010年 第27回全日本ウェイト制大会 中量級 優勝（史上最年少記録）
  - 2011年 第28回全日本ウェイト制大会 軽重量級 4位
  - 2012年 第29回全日本ウェイト制大会 中量級 3位
  - 2013年 第30回全日本ウェイト制大会 中量級 3位
  - 2014年 第31回全日本ウェイト制大会 軽重量級 優勝
  - 2014年 第46回全日本大会7位
  - 2015年 第11回全世界大会 日本代表（技能賞）
  - 2016年 第33回全日本ウェイト制大会 重量級 準優勝
  - 2016年 第48回全日本大会 準優勝
  - 2017年 第6回全世界ウェイト制大会 軽重量級 準優勝
  - 2017年 第49回全日本大会 優勝
  - 2018年 第50回全日本大会 6位
  - 2019年 第12回全世界大会 4位

- フルコンタクト空手
  - 2021年 新極真会第53回オープントーナメント全日本空手道選手権大会 ベスト16 技能賞
  - 2022年 JFKO第7回全日本フルコンタクト空手道選手権大会 軽重量級 3位
  - 2023年 JFKO第8回全日本フルコンタクト空手道選手権大会 軽重量級 3位